# Marionina mica
Marionina mica är en ringmaskart som beskrevs av Finogenova 1972. Marionina mica ingår i släktet Marionina och familjen småringmaskar. Inga underarter finns listade i Catalogue of Life.